# Senj (Buzet)
 Senj   (olaszul: Segnacco) falu Horvátországban, Isztria megyében. Közigazgatásilag Buzethez tartozik.

## Fekvése
Az Isztriai-félsziget északi részének közepén, Pazintól 13 km-re északnyugatra, községközpontjától 14 km-re délnyugatra fekszik.

## Története
1857-ben 116, 1910-ben 107 lakosa volt. 2011-ben 23 lakosa volt.

## Lakosság
| Lakosság változása | Lakosság változása | Lakosság változása | Lakosság változása | Lakosság változása | Lakosság változása | Lakosság változása | Lakosság változása | Lakosság változása | Lakosság változása | Lakosság változása | Lakosság változása | Lakosság változása | Lakosság változása | Lakosság változása | Lakosság változása |
| ------------------ | ------------------ | ------------------ | ------------------ | ------------------ | ------------------ | ------------------ | ------------------ | ------------------ | ------------------ | ------------------ | ------------------ | ------------------ | ------------------ | ------------------ | ------------------ |
| 1857               | 1869               | 1880               | 1890               | 1900               | 1910               | 1921               | 1931               | 1948               | 1953               | 1961               | 1971               | 1981               | 1991               | 2001               | 2011               |
| 116                | 126                | 76                 | 78                 | 89                 | 107                | 190                | 203                | 81                 | 74                 | 61                 | 41                 | 40                 | 38                 | 34                 | 23                 |

## Nevezetességei
Szent Miklós tiszteletére szentelt temploma a temetőben áll. 1790-ben építették, 1991-ben megújították. 1909-ben festett oltárképe Szent Miklóst két vértanú szent, Szent Kozma és Damján között ábrázolja.